# Алдомировци
Алдомировци (болг. Алдомировци) — село в Болгарии. Находится в Софийской области, входит в общину Сливница. Население составляет 1304 человека.

## Политическая ситуация
В местном кметстве Алдомировци, в состав которого входит Алдомировци, должность кмета (старосты) исполняет Тодор Петков (ГЕРБ) по результатам выборов.
Кмет (мэр) общины Сливница — Васко Стоилков (ГЕРБ) по результатам выборов.